# 費爾法克斯 (密蘇里州)
費爾法克斯（英語：Fairfax）是位於美國密蘇里州艾奇遜縣的城市。

## 人口
根據2020年美國人口普查的數據，費爾法克斯的面積為1.22平方千米，當中陸地面積為1.21平方千米，而水域面積為0.01平方千米。當地共有人口648人，而人口密度為每平方千米531人。